# Osiedle Przydworcowe (Nowy Sącz)
Osiedle Przydworcowe – osiedle mieszkaniowe w Nowym Sączu. Położone pomiędzy ulicami Grodzką, Kolejową, Alejami Batorego i Nawojowską.
Jedno z pierwszych osiedli powstałych podczas tzw. eksperymentu sądeckiego. Pierwotnie nazywało się „Łany”. Obecne granice i nazwa osiedla od 1990 roku. Nazwa osiedla nawiązuje do dworca PKP powstałego w latach 1908-1909.